# Sanchahe, Guizhou
Sanchahe (kinesiska: 三岔河, 三岔河乡) är en socken i Kina. Den ligger i provinsen Guizhou, i den sydvästra delen av landet, omkring 200 kilometer norr om provinshuvudstaden Guiyang. Antalet invånare är 12507. Befolkningen består av 5 986 kvinnor och 6 521 män. Barn under 15 år utgör 24,0 %, vuxna 15-64 år 61 %, och äldre över 65 år 13,0 %.